# Campagne d'Afrique de l'Ouest
Première Guerre mondiale
Théâtre africain de la Première Guerre mondiale
Batailles
Front d'Europe de l’Ouest
- Frontières (8-1914)
- Liège (8-1914)
- Namur (8-1914)
- Dinant (8-1914)
- Anvers (9-1914)
- Grande Retraite (9-1914)
- 1re Marne (9-1914)
- Course à la mer (9-1914)
- Yser (10-1914)
- 1re Ypres (10-1914)
- 1re Messines (10-1914)
- Hartmannswillerkopf (1-1915)
- Neuve-Chapelle (3-1915)
- 2e Ypres (4-1915)
- Artois (5-1915)
- Artois (9-1915)
- Loos (9-1915)
- Verdun (2-1916)
- Hulluch (4-1916)
- Somme (7-1916)
- Arras (4-1917)
- Vimy (4-1917)
- Chemin des Dames (4-1917)
- 2e Messines (6-1917)
- 3e Ypres (7-1917)
- Cote 70 (8-1917)
- 1re Cambrai (11-1917)
- Offensive du Printemps (3-1918)
- 4e Ypres (4-1918)
- Michael (5-1918)
- 2e Marne (5-1918)
- Aisne (5-1918)
- Bois Belleau (6-1918)
- Château-Thierry (7-1918)
- Le Hamel (7-1918)
- Amiens (8-1918)
- Cent-Jours (8-1918)
- L'Ailette (9-1918)
- 2e Cambrai (10-1918)

Front italien
- 1re Isonzo (6-1915)
- 2e Isonzo (7-1915)
- 3e Isonzo (10-1915)
- 4e Isonzo (11-1915)
- 5e Isonzo (3-1916)
- 6e Isonzo (8-1916)
- 7e Isonzo (9-1916)
- 8e Isonzo (10-1916)
- 9e Isonzo (11-1916)
- 10e Isonzo (5-1917)
- Mont Ortigara (6-1917)
- 11e Isonzo (8-1917)
- Caporetto (12e Isonzo) (10-1917)
- Piave (6-1918)
- Vittorio Veneto (10-1918)

Front d'Europe de l’Est
- Stallupönen (8-1914)
- Gumbinnen (8-1914)
- Tannenberg (8-1914)
- Lemberg (8-1914)
- Krasnik (8-1914)
- 1re lacs de Mazurie (9-1914)
- Przemyśl (9-1914)
- Vistule (9-1914)
- Łódź (11-1914)
- Bolimov (1-1915)
- 2e lacs de Mazurie (2-1915)
- Gorlice-Tarnów (5-1915)
- Varsovie (6-1915)
- Lac Narotch (3-1916)
- Offensive Broussilov (6-1916)
- Turtucaia/Tutrakan (9-1916)
- Offensive Flămânda (9-1916)
- Offensive Kerenski (7-1917)
- Mărășești (8-1917)

Front du Moyen-Orient
- Afrique du Nord
- Caucase
- Perse
- Dardanelles
- Mésopotamie
- Sinaï et Palestine
- Ctésiphon (11-1915)
- Kut-el-Amara (12-1915)
- Magdhaba (12-1916)
- Révolte arabe
- Rafa (1-1917)
- Bagdad (3-1917)
- 1re Gaza (3-1917)
- 2e Gaza (4-1917)
- Aqaba (7-1917)
- Beer-Sheva (10-1917)
- 3e Gaza (11-1917)
- Megiddo (9-1918)

Front des Balkans
- Campagne de Serbie
- Bataille du Cer
- Bataille de la Kolubara
- Expédition de Salonique
- Bataille de Doiran (1916)
- Bataille de Monastir
- Bataille de Monastir (1917)
- Bataille de Skra-di-Legen
- Bataille de Dobropolje
- Bataille de Doiran (1918)
- Campagne de Serbie

Front africain
- Laï (8-1914)
- Sandfontein (9-1914)
- Tanga (11-1914)
- Naulila (12-1914)
- Jassin (1-1915)
- Gibeon (4-1915)
- Bukoba (6-1915)
- Mongua (8-1915)
- Salaita (2-1916)
- Beringia (5-1916)
- Negomano (11-1917)

Front océanien et asiatique
- Papeete
- Bita Paka
- Fanning
- Toma
- Tsingtao
- Penang
- Coronel
- Îles Cocos

Bataille de l'Atlantique et de la mer Baltique
- Blocus allié de l'Allemagne
- Odensholm (08-1914)
- 1re Heligoland (08-1914)
- Action du 22 septembre 1914
- Falklands (12-1914)
- Dogger Bank (01-1915)
- Gotland (07-1915)
- Golfe de Riga (08-1915)
- Yarmouth et Lowestoft (04-1916)
- Jutland (05-1916)
- Funchal (12-1916)
- Combat entre le Leopard et le HMS Achilles
- Pas-de-Calais (04-1917)
- Combat entre le HMAS Sydney et le LZ92
- Détroit de Muhu (10-1917)
- 2e Heligoland (11-1917)
- Croisière de glace (02/03-1918)
- Zeebruges (04-1918)
- 1er Ostende (04-1918)
- 2e Ostende (05-1918)
- Sabordage allemand à Scapa Flow (06-1919)

Bataille de la mer Noire
- 12 octobre 1914
- Raid d'octobre (Odessa (10-1914), Novorossiisk, Feodosia)
- Cap Sarytch
- Bosphore (en)
- île Kirpen (1re) (en)
- île Kirpen (2e)

La campagne d'Afrique de l'Ouest évoque deux opérations militaires, au cours de la Première Guerre mondiale, dont le but est de capturer les colonies allemandes en Afrique de l'Ouest, au Togoland et au Kamerun.

## Introduction
Au début du conflit, le Royaume-Uni a la maîtrise des océans et les ressources nécessaires pour conquérir les colonies allemandes de l'ouest de l'Afrique. Les deux colonies sont assez jeunes, et mal défendues, elles sont également entourées par des colonies appartenant à la France ou au Royaume-Uni.

## Togoland
Le Togoland, petite colonie allemande, est prise en tenaille entre le Dahomey français et la Côte-de-l'Or britannique. Il est faiblement défendu par environ 500 soldats allemands. Les Allemands invoquent le traité de Berlin de 1885 espérant faire reconnaître la neutralité de la colonie. Mais le pays est très rapidement occupé par les forces militaires britannique et des troupes françaises dès le 6 août 1914. L'enjeu stratégique est la prise d'un important poste TSF à Kamina (proche de l'actuelle Atakpamé) permettant de communiquer directement avec l'Allemagne et les autres colonies allemandes. Les combats sont terminés le 27 août 1914 avec la capitulation sans conditions de Von Döring. John Keegan identifie ces troupes comme étant des Royal West African Frontier Force (en) et des Tirailleurs sénégalais.

## Kamerun

### Situation
Au début de la Première Guerre mondiale, le Kamerun correspond presque au territoire de l'actuel Cameroun. Les troupes allemandes qui y sont stationnées comprennent 1 800 soldats allemands  et environ 3 000 soldats africains.

Les Alliés encerclent le Cameroun par la mer et par la terre : Les Anglais au Nigeria, les Belges dans l'état indépendant du Congo et les Français au Gabon, Congo et Tchad.

Le plan des Alliés prévoit d'attaquer le Cameroun avec six colonnes :

- Au nord, la colonne française du lieutenant-colonel Brisset, depuis Fort-Lamy (Tchad) et la colonne anglaise (major Webb-Bowen) du Nigeria convergent vers Garoua.
- À l'est, la colonne française du lieutenant-colonel Morisson partant de l'Oubangui et celle du lieutenant-colonel Hutin du Congo se dirigent vers Yaoundé.
- Sur la côte, les anglais du général Dobell et les français du lieutenant-colonel Mayer doivent prendre Douala.
- Au sud, les deux colonnes françaises du lieutenant-colonel Le Meillour, partant du Gabon, doivent occuper le sud du Cameroun.

### Opérations

#### Colonnes du Nord
Après la prise de Kousséri le 27 septembre 1914, la colonne Brisset (Régiment de tirailleurs sénégalais du Tchad) arrive le 5 janvier 1915 devant Garoua, quelques jours avant les Britanniques venus par trois itinéraires différents depuis l'est du Nigeria avec beaucoup de difficultés, le terrain accidenté et les voies de communication réduites à d’étroits sentiers favorisant les embuscades allemandes.

Le siège de Garoua va durer quatre mois, la garnison allemande capitulant le 11 juin 1915. Les colonnes alliées reprennent leur marche vers le sud et s'emparent de Tingéré, Banyo et Koundé au début de novembre.

#### Colonnes de l'Est
Remontant la Lobaye, la colonne Morisson arrive, fin décembre, à Bertoua. En juillet 1915, elle est à Doumé sur le plateau à l'est de Yaoundé.

Sur la Shangha, la colonne Hutin s'empare de Ouesso et pousse jusqu'à Nola, mais contre-attaquée, doit attendre les renforts d'une force franco-belge dirigée par Aymerich (détachement Bal provenant du Congo-belge) pour prendre Lomié le 15 juin 1915.

#### Sur la côte
Avec l'aide de quatre croiseurs britanniques et français utilisés comme artillerie mobile, Dobell et Mayer prennent le contrôle du port de Douala, le 27 septembre 1914. La colonne anglaise prend Limbé et atteint Baré le 10 décembre 1914, les français étant à Édéa depuis le 26 octobre.

Les opérations reprennent au printemps 1915. Les colonnes n'arrivent qu'en octobre 1915 à Éséka à 100 km de Yaoundé.

#### Colonnes du Sud
Partant de Mitzig et Muadi, les deux colonnes Le Meillour (Régiment du Gabon) occupent, en juillet 1915, Oyem, Akoafim et Bitam.
Auparavant, le 21 septembre 1914, le commandant Miquelard s'est emparé de Cocobeach, a nettoyé le Muni allemand et rentre dans Oyem le 17 février 1915.

#### Prise de Yaoundé
Le seul foyer important de résistance allemande est désormais Yaounda (aujourd'hui Yaoundé). Mais il faudra attendre octobre 1915 pour que les alliés britannique et français coordonnent efficacement l'offensive générale. Les troupes franco-belges suivent la voie ferrée pour pénétrer à l'intérieur des terres. Elles avancent malgré les contre-attaques allemandes. La ville de Yaoundé résiste jusqu'au 1er janvier 1916. La plupart des soldats allemands survivants partent se réfugier dans le Rio Muni, en Guinée espagnole, territoire neutre. Le dernier fort allemand du Kamerun la citadelle de Mora se rend le 20 février 1916,.
La conquête du Cameroun a pris presque deux ans et coûté 1 668 hommes aux britanniques (essentiellement africains et hindous) et 2 567 aux français (essentiellement des tirailleurs sénégalais). La plupart moururent de maladies. Les pertes allemandes sont plus difficiles à évaluer.

#### Décoration
- CAMEROUN 1914-1916 est inscrit sur le drapeau des régiments cités lors de cette campagne.

## Sources
- Joseph Gaudérique Aymérich, La conquête du Cameroun : 1eraoût 1914-20 février 1916, Paris, coll. « Collection de mémoires, études et documents pour servir à l'histoire de la guerre mondiale », 1933, 215 p. (BNF ark:/12148/bpt6k6464017b, lire en ligne).

- (en) Cet article est partiellement ou en totalité issu de l’article de Wikipédia en anglais intitulé « African theatre of World War I#West Africa » (voir la liste des auteurs).
- Historicus Africanus, "Der 1. Weltkrieg in Deutsch-Südwestafrika 1914/15", Band 1, 2. Auflage, Windhoek/Namibia 2012,  (ISBN 978-99916-872-1-6)
- Historicus Africanus, "Der 1. Weltkrieg in Deutsch-Südwestafrika 1914/15", Band 2, "Naulila", Windhoek/Namibia 2012,  (ISBN 978-99916-872-3-0)
- Historicus Africanus, "Der 1. Weltkrieg in Deutsch-Südwestafrika 1914/15", Band 3, "Kämpfe im Süden", Windhoek/Namibia 2014,  (ISBN 978-99916-872-8-5)
- Philippe Pétain, Marc Ferro (avant-propos) et Jean-Jacques Dumur (présenté par), La Guerre mondiale : 1914-1918, Toulouse, Éditions Privat, 2014, 372 p. (ISBN 978-2-7089-6961-2, OCLC 887545125)